# Некажин
Некажин (пол. Niekarzyn, нім. Nickern) — село в Польщі, у гміні Скомпе Свебодзінського повіту Любуського воєводства.
Населення — 389 осіб (2011).
У 1975-1998 роках село належало до Зеленогурського воєводства.

## Демографія
Демографічна структура станом на 31 березня 2011 року:
|          | Загалом | Допрацездатний вік | Працездатний вік | Постпрацездатний вік |
| -------- | ------- | ------------------ | ---------------- | -------------------- |
| Чоловіки | 208     | 48                 | 143              | 17                   |
| Жінки    | 181     | 39                 | 105              | 37                   |
| Разом    | 389     | 87                 | 248              | 54                   |